# Naenarides superior
Naenarides superior är en stekelart som beskrevs av Heinrich 1969. Naenarides superior ingår i släktet Naenarides, och familjen brokparasitsteklar. Inga underarter finns listade.